# غازيمورسكيي زافود (سيتا)
غازيمورسكيي زافود (بالروسية: Газимурский Завод) هي مدينة في مقاطعة زابايكالسكي كراي في روسيا.